# هارفي بيرغر
هارفي بيرغر (بالإنجليزية: Harvey Berger)‏ هو مسير أعمال أمريكي، ولد في 6 يونيو 1950.

## وصلات خارجية
- الموقع الرسمي